# دالي ر. كورسن
دالي ر. كورسن (بالإنجليزية: Dale R. Corson)‏ هو فيزيائي أمريكي، ولد في 5 أبريل 1914 في بيتسبرغ في الولايات المتحدة، وتوفي في 31 مارس 2012 في إثاكا في الولايات المتحدة.